# Rhagium inquisitor
Rhagie inquisitrice, Rhagie grondeuse
Espèce
Rhagium inquisitor, la Rhagie inquisitrice ou la Rhagie grondeuse, est une espèce d'insectes coléoptères forestiers dit saproxylophages, c'est-à-dire dont la larve se nourrit de bois mort en décomposition (coléoptère de la famille des Cerambycidae). 
C'est une des nombreuses espèces qui dépendent du bois mort.

## Description

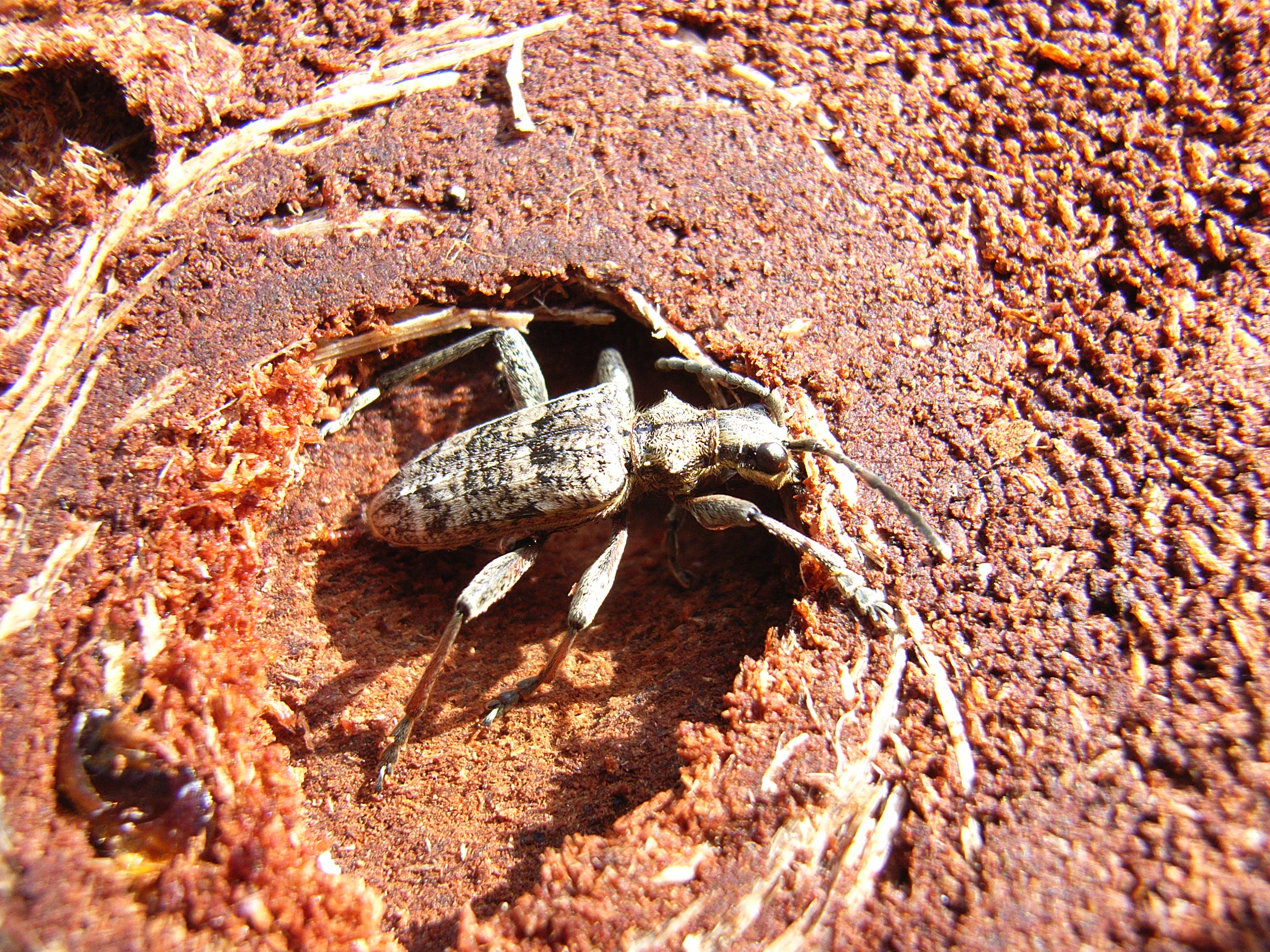
Mâle de Rhagium inquisitor dans sa chambre pupale, sous une écorce de Picea abies

Longueur : de 9 à 21 mm. Mouchetures brunes, jaunâtres et noires irrégulièrement réparties. Antennes courtes.

## Habitat
Cette espèce est forestière, on la trouve dans les grandes pinèdes ou sapinières, sous les écorces et sur les troncs des conifères.

## Distribution
Commun en France.

## Galerie d'illustrations

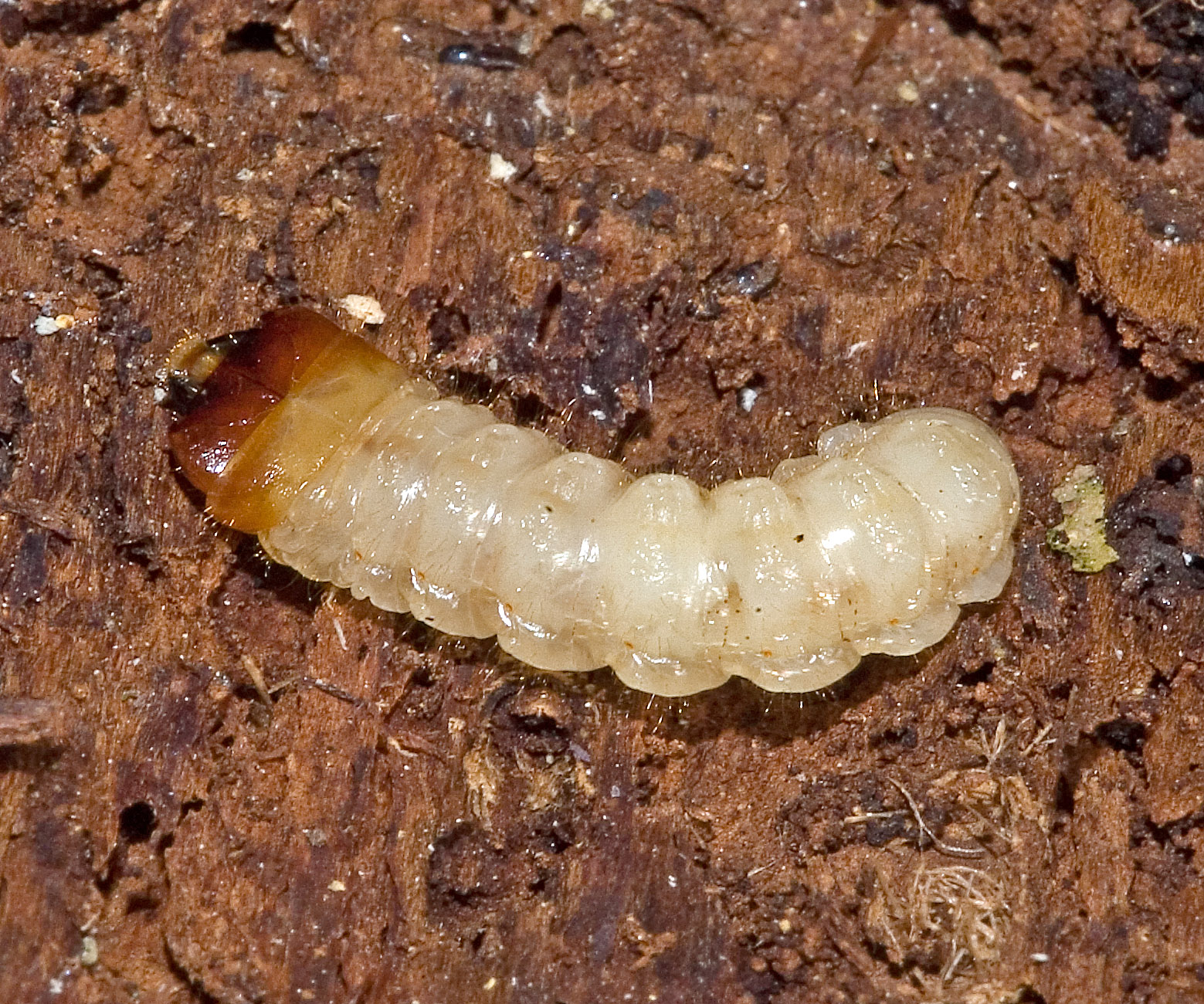
Larve
- Vidéo